# Taşpınar, Dursunbey
Taşpınar là một xã thuộc huyện Dursunbey, tỉnh Balıkesir, Thổ Nhĩ Kỳ. Dân số thời điểm năm 2010 là 229 người.